# Simon de Pury

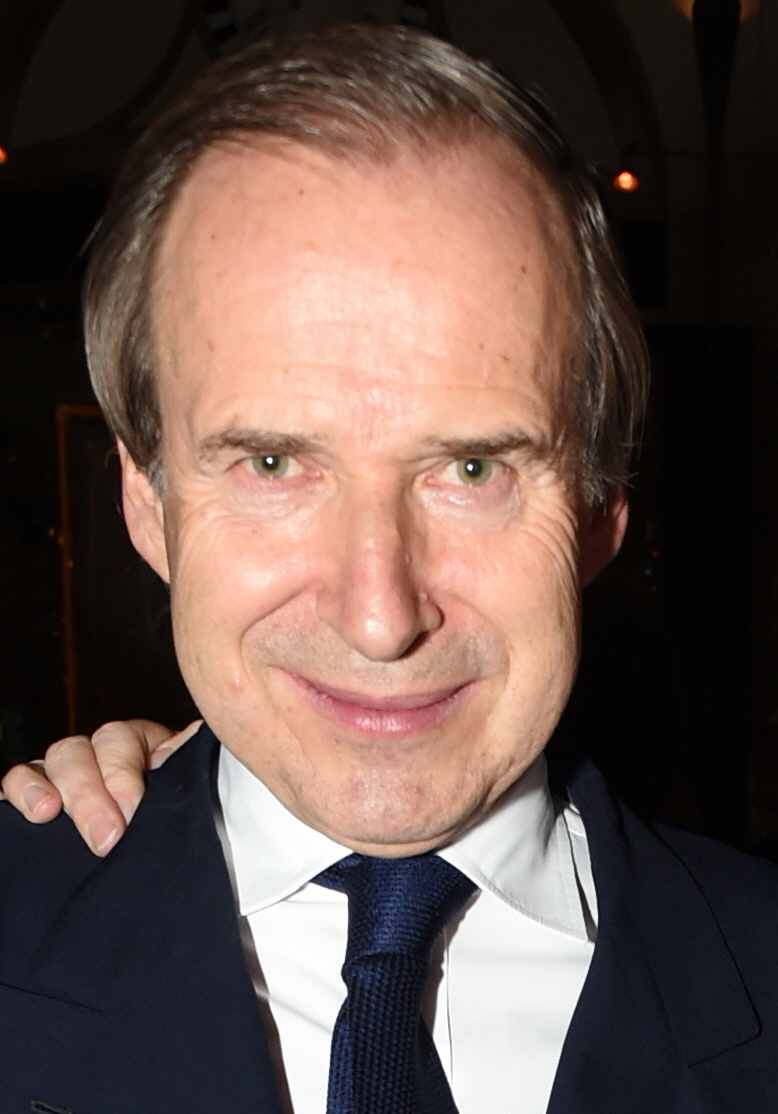
Simon de Pury (2014)

Simon de Pury amtlich Abram Simon Léonor Christian de Pury (* 21. November 1951 in Basel) ist ein Schweizer Auktionator, Kunsthändler und Kunstsammler. Er war zwischen 2001 und 2012 Mehrheitsinhaber des Auktionshauses Phillips de Pury & Company in London.

## Leben
Simon de Pury wurde in Basel in ein altes Adelsgeschlecht hinein geboren. Die Familie Pury stammte ursprünglich aus dem Val de Ruz und wurde vor 1396 in Neuenburg eingebürgert. Sein Vater Jean-Jacques de Pury (1911–1998), ein Anwalt, war der Direktor von Nippon Roche der Niederlassung von Hoffmann-La Roche in Japan. Seine Mutter Marguerite, geborene Miescher (1916–2007), war Expertin in Ikebana. Sein älterer Bruder war der ehemalige Diplomat und ABB-Präsident David de Pury (1943–2000). Simon de Pury absolvierte seine gymnasiale Ausbildung in Japan und studierte anschliessend an der Tokyo University of the Arts (ohne Abschluss).
Er startete seine Karriere in der Kunstwelt in den frühen 1970er Jahren, als er die japanische Malkunst zu studieren begann. Er wollte sich zunächst selbst künstlerisch betätigen, schaffte es aber nicht in die New Yorker Galerien. Die Grundlage für seine Karriere als Auktionator wurde bei Kornfeld & Klipstein in Bern gelegt. Nach einem Aufbaustudium am Sotheby’s Institute arbeitete de Pury ab 1974 für Sotheby’s in London und Monte-Carlo, später eröffnete er eine Niederlassung in Genf. Seit 1986 ist er Verwaltungsratspräsident von Sotheby’s Schweiz, und später wurde er Vorsitzender von Sotheby’s Europe und oberster Auktionator weltweit. Von 1979 bis 1986 war er zudem Kurator der Thyssen-Bornemisza-Sammlung und organisierte zahlreiche Kunstausstellungen in der Villa Favorita in Lugano.
1997 verliess de Pury Sotheby’s, um eine Kunsthandlung und Beratung mit Daniella Luxembourg aufzubauen, diese firmierte als de Pury & Luxembourg Art. Im Jahre 2001 wurde die Firma mit Phillips Auctioneers zusammengeschlossen und in Phillips, de Pury & Luxembourg (2001–2002) und schliesslich in Phillips, de Pury & Company (2003–2012) umbenannt. Er war der Vorsitzende und oberster Auktionator dieser Gesellschaft. Im Oktober 2008 wurde eine Aktienmehrheit an die russische Retailgruppe Mercury Group verkauft. De Pury veräusserte seine verbleibenden Anteile Ende 2012. Im Jahre 2013 wurde der Name wieder in die ursprüngliche Fassung Phillips abgeändert. 2013 gründete de Pury mit seiner damaligen Ehefrau eine Kunstberatung namens dePurydePury und organisierte zahlreiche Ausstellungen mit Künstlern wie Erik Bulatov, Mario Testino, Mary McCartney und Wojciech Fangor.

## Familie
Simon de Pury heiratete 1977 Isabel Sloman. Aus der Ehe stammen vier Kinder.
Diese Ehe wurde 2001 geschieden. Er war in zweiter Ehe von 2009 bis 2019 mit Michaela Neumeister verheiratet, aus dieser Beziehung stammt ebenfalls ein Kind. De Pury lebt in Mayfair, London.